# 3774 Megumi
3774 Megumi este un asteroid din centura principală, descoperit pe 20 decembrie 1987 de Tokuo Kojima.